# 卡諾 (中非共和國)
卡諾是中非共和國的城市，由曼貝雷-卡代省負責管轄，位於貝貝拉蒂以北80公里，海拔高度485米，主要經濟活動是農業，農產品有甘薯、木薯、棉花等，市內有機場設施，2003年人口45,421，是全國第三大城市。